# Alone (Rag'n'Bone Man)
Alone is een nummer van de Britse singer-songwriter Rag'n'Bone Man uit 2021. Het is de derde single van zijn tweede studioalbum Life by Misadventure. 
Rag'n'Bone Man vertelde in interviews vaker over de inspiratie achter het nummer. De tekst komt voort uit een gesprek dat hij met een vriendin had over haar leven. Zij voelde zich beoordeeld door haar omgeving voor haar levenskeuzes om niet te trouwen en geen kinderen te willen. Rory schrijft in het nummer over de druk en vooroordelen die de maatschappij op vrouwen plaatst en niet op mannen. De albumversie bevat alleen vocalen van Rag'n'Bone Man. Een remixversie in samenwerking met Nothing but Thieves werd een bescheiden hitje in Nederland, waar het de 5e positie in de Tipparade behaalde.